# くぼてんき
くぼてんき（1983年1月9日 - ）は、日本の気象予報士・防災士・紙芝居師。オフィス気象キャスター・渋谷画劇団所属。NPO法人気象キャスターネットワーク会員。長崎県佐世保市出身。5歳から大阪府で育った。本名は久保正行（くぼまさゆき）。
東京都が認定する大道芸人ヘブンアーティストの一人。小学校・幼稚園・商業施設・イベントなどで「天気」「環境」「防災」をテーマにした出張紙芝居や出前授業、講演などを行う。
アフロヘアーが特徴であり、入道雲をイメージした髪型だという。

## 経歴
- 2001年、大阪府立花園高等学校卒業。ダンスユニット「マッドリップス」結成、テレビやイベントなどで活動する。ヘルニアと疲労骨折の併発から半年間寝たきりになった[5]。
- 2004年、3回目の試験で気象予報士資格取得。
- 2005年、吉本総合芸能学院27期卒業。大阪で漫才師として活動（～2007年）。「年金ドラゴン」のお笑いトリオを結成。同期はたけだバーベキュー、GAG、諸見里大介など。
- 2007年、東京でピン芸人として活動（～2009年）。
- 2009年、株式会社漫画家学会が主催した紙芝居師オーディションに合格渋谷画劇団の紙芝居師となる[6]。
- 2010年、東京都が認定する大道芸ライセンスであるヘブンアーティストに登録[2]。
- 2011年、防災士資格取得。専門学校東京アナウンス学院非常勤講師となる。
- 2016年4月 - 2019年3月29日、テレビ神奈川（tvk）にてお天気キャスターを務めた[7]。
- 2019年4月より、日本テレビ系『ZIP!』でお天気キャスターを担当している（小林正寿と交代で出演、2022年3月までは火・木曜日担当で2022年4月から木・金曜日担当）[8]。

- 2020年12月より、Yahoo!ニュース 公式コメンテーターを務めた。
- 2021年10月にはまっ子防災プロジェクトの公式アンバサダーに就任[9]。
- 2022年6月にオリコンの「好きなお天気キャスターランキング」に初登場した[10]。

## 人物
- 血液型A型。サイズはチェスト80cm 、ウエスト70cm、 ヒップ87cm[11]、靴26cm。
- 気象予報士になるきっかけになった人は石原良純。
- お笑い芸人時代は週に5日焼肉屋でアルバイトをする生活が約3年間続いた。
- 2011年11月11日に結婚。妻も防災士の資格[12]。二児の父。子供から「ぼす」と呼ばれる。
- 吉田沙保里からは「くぼやん」と呼ばれ、吉田はくぼから「さおりん」と呼ばれている。
- 2005年に二輪免許を取得。相撲愛好者で、小学時代に水戸泉と舞の海を応援した。

## 出演番組

### ニュース・報道番組
現在
- 「ZIP!」（火・木曜日担当、2019年4月2日 - 2022年3月31日、木・金曜日担当、2022年4月7日 -）（日本テレビ）

過去
- 「NEWS930α 」（2016年4月4日 - 2018年3月30日）（tvk）
- 「tvk NEWSハーバー」（2016年4月4日 - 2019年3月29日）（tvk）
- 「News Link」（2018年4月1日 - 2019年3月29日）（tvk）

### ドラマ
- ハコヅメ ～たたかう！交番女子～（2021年9月8日、日本テレビ）[13]
- ZIP! 朝ドラマ「クレッシェンドで進め」（2022年10月27日、日本テレビ）くぼ先生 役

### 映画
- 「男前 泣いて笑って泥まみれ」（2005年）
- 「ヒョンジェ」（2007年）

### バラエティ番組
- 「あっぱれ!KANAGAWA大行進」
  - （2017年11月4日、2018年5月26日・11月24日、tvk）- 出演
- 「カナフルTV」（2018年9月2日、2020年7月19日、tvk）- 出演
- 「メレンゲの気持ち」（2020年9月12日、日本テレビ）- VTR出演[14]
- 「学校では教えてくれない!みんなの防災教室」（2021年3月13日、BS日テレ）

### ラジオ
- 「てんきゅんのミライを描く！」（2020年1月19日と26日、ABCラジオ）- ゲスト
- 「ハッシュタグZ」（2020年6月6日、ABCラジオ）- ゲスト
- 「Tresen」（2021年10月7日 - 2022年3月31日、FMヨコハマ）毎週木曜日・「みんなの防災クイズ」。

### その他
- 「tvk防災のススメ」（2019年 − 、tvk）
- 「THE突破ファイル」（2019年9月19日、日本テレビ） - 出演
- 「tvk防災のススメらぼ」（2019年9月、tvk）
- 「ベストアーティスト2019」（2019年11月、日本テレビ） - 出演
- 「THE MUSIC DAY 2021」（2021年7月、日本テレビ） - 出演

## CM
- 明治 R-1（2019年）
- トレンドマイクロ ウイルスバスター「おうちのネットセキュリティの”雲行き”は大丈夫?」篇（2020年）

## イベント
- 銭湯文化を世界へ発信!！(2016年2月27日)
- SATOYAMAと共に生きるEXPO(2016年4月24日)
- 親子でいっしょにエコしよう!～2016地球環境映像祭～ (2016年5月29日)[15]
- 気象キャスター座談会2016(2016年12月4日)
- 親子で学ぶお天気防災教室(2017年3月11日
- 第1回雨水検定(2018年3月18日)[16]
- なんばエコプロジェクト (2018年7月29日)
- SHIBUYA BOUSAI FES (2018年9月2日)
- 読売ジャイアンツ 「始球式」（2019年6月21日)[17]
- ててて！ラララ♪祭り (2019年7月7日)
- 天気のミカタ、自然のミカタ (2019年7月15日 - 21日) - 写真展 [18]
- みなとみらいKINGDOM SUMMER 2019 (2019年7月28日)[19]
- 水の週間水の展示会(2019年8月13日)[20]
- 環境省presents「気象キャスターと一緒に考えよう!親子で学ぶ地球温暖化」(2019年8月15日)[21]
- こだいら環境シンポジウム (2021年6月6日、オンライン配信)[22]

## 著書
- くぼてんきの「天気のナンデ?」がわかる本 （あさ出版、2021年7月18日、ISBN 978-4866672922）[23]
- るるぶ マンガとクイズで楽しく学ぶ! 天気のひみつ（JTBパブリッシング、2022年7月19日、ISBN 978-4533150197） - 監修

## 新聞・雑誌掲載
- モノマガジン （2015年9月2日）
- 日本経済新聞 （名古屋版） （2015年9月9日）
- 産経新聞 （神奈川版） （2016年9月25日）
- ちいき新聞　春日部東版（2019年8月30日号）
- クロワッサン（2020年01月10日、1013号）[24]
- 朝日新聞（名古屋版） （2020年4月 - 2022年3月31日、「くぼてんきの防災かるた」）
- SAFETY LIFE TOKYO（2022年4月10日、21号）[25]